# Patrick Lamotte
Pour les articles homonymes, voir Lamotte.
Patrick Lamotte, né le 12 janvier 1958, est un skieur alpin français.

## Biographie
En janvier 1981, il réalise son premier top-15 en coupe du monde, en prenant la 12e place du slalom de Borovetz. En mars il est sacré Champion de France de slalom géant.
En janvier 1982, il réalise sa meilleure performance en coupe du monde en se classant 7e du slalom géant de Morzine.
En février 1983, il est vice-champion de France de slalom géant à Saint-Jean-d'Aulps derrière Yves Tavernier.
Après sa carrière sportive, il devient moniteur ESF à Courchevel.

## Palmarès

### Championnats du monde
| Épreuve / Édition        | Slalom géant |
| Mondiaux 1982 Schladming | Abandon      |

### Coupe du monde
- Meilleur classement général : 65e en 1983.
- Meilleur classement de slalom géant: 29e en 1982.
- Meilleur classement de slalom : 34e en 1981.

- Meilleur classement sur une épreuve de slalom géant: 7e le 9 janvier 1982 à Morzine
- Autres top-15 [3] :
  - 10e sur le slalom géant de Todtnau en février 1983
  - 12e sur le slalom géant de Vail en mars 1983
  - 12e sur le slalom de Borovetz en janvier 1981

#### Classements
| Saison / Épreuve | Saison / Épreuve | Général | Général | Descente | Descente | Slalom géant | Slalom géant | Slalom | Slalom | Combiné | Combiné |
| ---------------- | ---------------- | ------- | ------- | -------- | -------- | ------------ | ------------ | ------ | ------ | ------- | ------- |
| Saison / Épreuve | Saison / Épreuve | Class.  | Points  | Class.   | Points   | Class.       | Points       | Class. | Points | Class.  | Points  |
| 1980-1981        | 1980-1981        | 91e     | 4       | -        | -        | -            | -            | 34e    | 4      | -       | -       |
| 1981-1982        | 1981-1982        | 78e     | 9       | -        | -        | 29e          | 9            | -      | -      | -       | -       |
| 1982-1983        | 1982-1983        | 65e     | 10      | -        | -        | 31e          | 10           | -      | -      | -       | -       |

### Championnats de France

#### Élite
| Édition / Epreuve                    | Slalom géant |
| ------------------------------------ | ------------ |
| Championnats 1981 -                  | Or           |
| Championnats 1983 Saint-Jean-d'Aulps | Argent       |